# Пихта сицилийская
Пи́хта сицили́йская (лат. Ábies nebrodénsis) — вид пихты, эндемик острова Сицилия.

## Охранный статус
Пихта сицилийская — вид, находящийся в критической опасности, произрастает в горах Неброди и Мадоние на севере острова, на территории около 1,5 км², хотя ранее леса покрывали значительную площадь в горах. В 1900-х годах вид считался вымершим, но в 1957 году были обнаружены живые экземпляры. В настоящее время известно около 30 деревьев, 23 — взрослых. Обычно произрастает на высоте 1500—1900 м над уровнем моря.

## Ботаническое описание
Пихта сицилийская — низкое или средней высоты вечнозелёное хвойное дерево (8—11 м, реже до 20 м), диаметр ствола до 40 см (редко до 1 м). Крона широкоовальная или распростёртая.
Шишки в среднем достигают длины 7—16 см и ширины 3,5—4 см.
Хвоя — 10—15 (реже до 20) мм длиной и около 2 мм шириной.
Вид близок к пихте белой, иногда его выделяют как её подвид Abies alba subsp. nebrodensis (Lojac.) Svoboda, 1964.

## Галерея

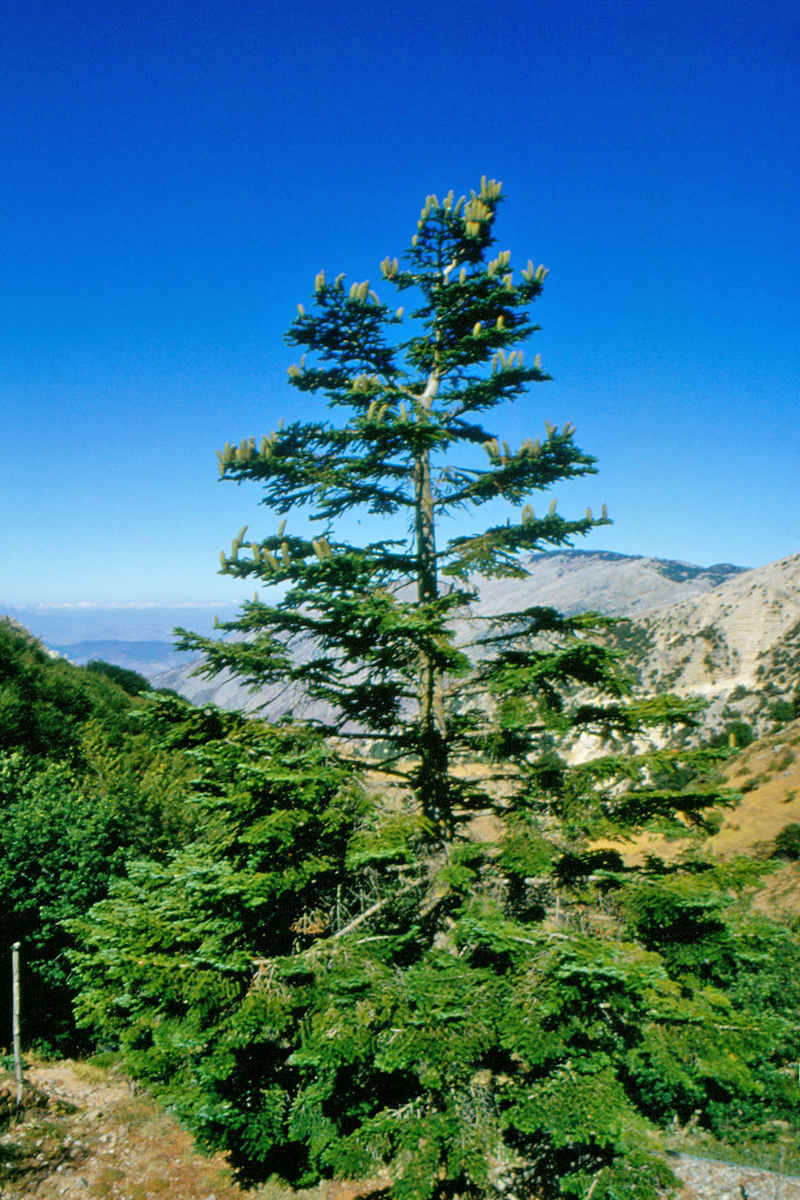
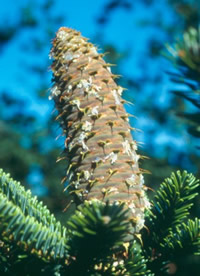
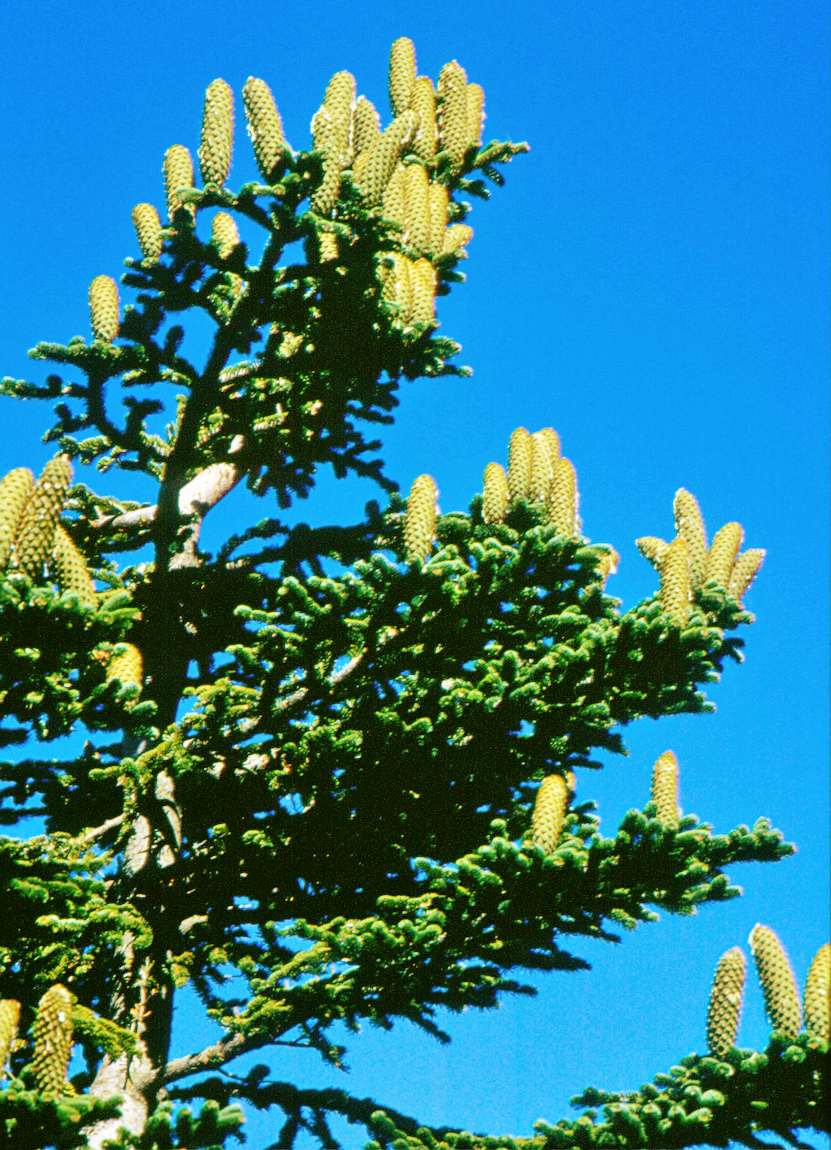